# 얼룩상어과
얼룩상어과(Hemiscylliidae)는 수염상어목에 속하는 상어 과이다. 인도양 및 태평양 주변 아열대 해역에 서식한다.

## 하위 속
- Chiloscyllium - 흑점얼룩상어
- Hemiscyllium